# Sutatausa
Sutatausa là một khu tự quản thuộc tỉnh Cundinamarca, Colombia. Thủ phủ của khu tự quản Sutatausa đóng tại Sutatausa Khu tự quản Sutatausa có diện tích ki lô mét vuông. Đến thời điểm ngày 28 tháng 5 năm 2005, khu tự quản Sutatausa có dân số 3757 người.